# Макелтіо (Вашингтон)
Макелтіо (англ. Mukilteo) — місто (англ. city) в США, в окрузі Сногоміш штату Вашингтон. Населення — 21 538 осіб (2020).

## Географія
Макелтіо розташоване за координатами 47°55′0″ пн. ш. 122°18′38″ зх. д. / 47.91667° пн. ш. 122.31056° зх. д. (47.916719, -122.310694).  За даними Бюро перепису населення США в 2010 році місто мало площу 24,62 км², з яких 16,58 км² — суходіл та 8,04 км² — водойми. В 2017 році площа становила 16,22 км², уся площа — суходіл.

### Клімат
| Клімат : Макелтіо            | Клімат : Макелтіо | Клімат : Макелтіо | Клімат : Макелтіо | Клімат : Макелтіо | Клімат : Макелтіо | Клімат : Макелтіо | Клімат : Макелтіо | Клімат : Макелтіо | Клімат : Макелтіо | Клімат : Макелтіо | Клімат : Макелтіо | Клімат : Макелтіо | Клімат : Макелтіо |
| Показник                     | Січ.              | Лют.              | Бер.              | Квіт.             | Трав.             | Черв.             | Лип.              | Серп.             | Вер.              | Жовт.             | Лист.             | Груд.             | Рік               |
| Абсолютний максимум, °C      | 19,4              | 23,3              | 27,8              | 29,4              | 33,9              | 36,7              | 33,9              | 34,4              | 31,7              | 26,7              | 23,3              | 18,9              | 36,7              |
| Середній максимум, °C        | 8,9               | 10,6              | 12,8              | 15,6              | 18,3              | 21,1              | 23,9              | 23,9              | 21,1              | 16,1              | 11,1              | 7,8               | 16,0              |
| Середній мінімум, °C         | 1,7               | 1,1               | 2,8               | 5,0               | 7,8               | 10,6              | 12,2              | 12,2              | 9,4               | 5,6               | 3,3               | 0,6               | 6,0               |
| Абсолютний мінімум, °C       | −17,2             | −16,7             | −12,2             | −2,8              | −1,7              | 2,8               | 3,9               | 4,4               | −0,6              | −5,6              | −17,8             | −15               | −17,8             |
| Норма опадів, мм             | 130               | 81                | 94                | 76                | 68                | 58                | 30                | 29                | 50                | 91                | 141               | 131               | 979               |
| ---------------------------- | ----------------- | ----------------- | ----------------- | ----------------- | ----------------- | ----------------- | ----------------- | ----------------- | ----------------- | ----------------- | ----------------- | ----------------- | ----------------- |
| Джерело: The Weather Channel |                   |                   |                   |                   |                   |                   |                   |                   |                   |                   |                   |                   |                   |

## Демографія
Згідно з переписом 2010 року, у місті мешкали 20 254 особи в 8057 домогосподарствах у складі 5660 родин. Густота населення становила 823 особи/км².  Було 8547 помешкань (347/км²).
Расовий склад населення:
| - 74,9 % — білих - 17,1 % — азіатів - 1,7 % — чорних або афроамериканців - 0,6 % — корінних американців - 0,2 % — вихідців з тихоокеанських островів - 1,1 % — осіб інших рас |

До двох чи більше рас належало 4,5 %. Частка іспаномовних становила 4,4 % від усіх жителів.
За віковим діапазоном населення розподілялося таким чином: 23,2 % — особи молодші 18 років, 66,2 % — особи у віці 18—64 років, 10,6 % — особи у віці 65 років та старші. Медіана віку мешканця становила 41,8 року. На 100 осіб жіночої статі у місті припадало 100,7 чоловіків;  на 100 жінок у віці від 18 років та старших — 97,7 чоловіків також старших 18 років.
Середній дохід на одне домашнє господарство  становив 115 370 доларів США (медіана — 94 863), а середній дохід на одну сім'ю — 128 083 долари (медіана — 107 865). Медіана доходів становила 87 326 доларів для чоловіків та 55 114 долари для жінок. За межею бідності перебувало 4,8 % осіб, у тому числі 8,5 % дітей у віці до 18 років та 3,3 % осіб у віці 65 років та старших.
Цивільне працевлаштоване населення становило 10 946 осіб. Основні галузі зайнятості: виробництво — 26,0 %, освіта, охорона здоров'я та соціальна допомога — 16,0 %, роздрібна торгівля — 12,1 %, науковці, спеціалісти, менеджери — 12,0 %.